# Bern Herbolsheimer
Bern Herbolsheimer fue un compositor estadounidense. Autor de más de 500 obras que van desde de ballet sinfónico, óperas, música de cámara y música coral. Entre sus numerosos e importantes encargos y estrenos destacan coreografías para el Ballet de Frankfurt, el Atlanta Ballet, el Pacific Northwest Ballet, y el Eugene Ballet. Su primera ópera, Aria da Capo, ganó el primer premio en la National Opera Association's New Opera Competition. Mark Me Twain, su segunda ópera, fue encargada y estrenada en 1993 por la Ópera de Nevada para su temporada n.º 25.
Su Sinfonía n.º 1, fue estrenada por la Orquesta Sinfónica de Florida bajo la dirección de Kenneth Jean. Otros la música orquestal fue estrenada por la Sinfónica de Seattle, Northwest Symphony Orchestra y Música de Hoy en Nueva York, bajo la dirección de Gerard Schwarz. Su obra vocal y coral ha sido interpretada en Portugal, España, Alemania, Francia, Italia, Australia, América del Sur, Canadá, Noruega, Rusia, Hungría, Japón, y a lo largo de los Estados Unidos. El Seattle Weekly lo nombró como el Mejor Compositor (Clásico) en 2005.
Sus últimos estrenos fueron su ópera de cámara El Cuarteto en el Carnegie Hall y Gold and Silver en la exitosa serie The Knick de Steven Soderbergh.
Herbolsheimer trabajó en la facultad de música del Cornish College de Seattle, donde fue profesor de composición y dirigía un estudio privado, y en la Universidad de Washington, donde fue profesor de postgrado en el programa de canto. Al final del año escolar 2000-2001, fue seleccionado como Profesor Destacado de Música en el Cornish College.
Es miembro de la IMC.
Herbolsheimer murió en su casa en Seattle el 13 de enero de 2016.